# Sarah Parish
Sarah Parish (Yeovil, 7 juni 1968) is een Engelse actrice. 

## Biografie
Ze studeerde aan de Academy of Live and Recorded Arts in Londen. Ze speelt voornamelijk gast- en hoofdrollen in televisieseries, waaronder Mistresses en Medici. Ze speelde ook in enkele films mee, zoals The Wedding Date. 
Op 15 december 2007 trouwde ze met acteur James Murray. In 2008 kregen ze een dochter Ella-Jayne, die leed aan het syndroom van Rubinstein-Taybi en overleed in 2009. Op 21 november 2009 werd hun tweede dochter, Nell geboren. 
- (en)   Sarah Parish in de Internet Movie Database